# Roberto Carlos (álbum de 1994)
Roberto Carlos é o trigésimo quarto álbum de estúdio do cantor e compositor Roberto Carlos, lançado em 1994 pela gravadora CBS. 
O álbum abre com a faixa romântica "Alô". Outro destaque é "Eu Nunca Amei Alguém Como Eu Te Amei", dos compositores Eduardo Lages/Paulo Sérgio Valle, que posteriormente foi regravada em 2011 pela cantora baiana Ivete Sangalo, exclusivamente para trilha sonora da novela Fina Estampa. Nesse álbum, Roberto regrava a faixa "Custe o Que Custar" de Edson Ribeiro e Hélio Justo, originalmente gravada por ele próprio em 1969 e que foi trilha sonora do filme Roberto Carlos e o Diamante Cor de Rosa.

## Faixas
Todas as faixas escritas e compostas por Roberto Carlos e Erasmo Carlos, exceto onde indicado. 
| N.º | Título                                 | Compositor(es)                              | Duração |  |
| 1.  | "Alô"                                  |                                             | 5:22    |  |
| 2.  | "Quero Lhe Falar do Meu Amor"          |                                             | 4:42    |  |
| 3.  | "O Taxista"                            |                                             | 4:44    |  |
| 4.  | "Custe o Que Custar"                   | Edson Ribeiro Hélio Justo                   | 3:19    |  |
| 5.  | "Jesus Salvador"                       |                                             | 5:36    |  |
| 6.  | "Meu Coração Ainda Quer Você"          | Mauro Motta Robson Jorge Paulo Sérgio Valle | 5:55    |  |
| 7.  | "Quando a Gente Ama"                   |                                             | 4:08    |  |
| 8.  | "Silêncio"                             | Beto Surian                                 | 5:08    |  |
| 9.  | "Eu Nunca Amei Alguém Como Eu Te Amei" | Eduardo Lages Valle                         | 4:28    |  |

Ficha Técnica
Produção: Mauro Motta
Produção executiva: Charles Nogueira
Gravado nos estúdios Sigla (Rio de Janeiro) e Criteria Recording Studios (Miami)
Engenheiro de gravação: Edu de Oliveira
Engenheiro de mixagem: Edu de Oliveira
Engenheiros adicionais de mixagem: TedStein (faixas 2 e 6) e Steve Robillard (faixa 4)
Assistentes de gravação e mixagem: Claudinho Olibeira, Júlio Carneiro, Steve Robillard e Cris Carroll
Masterização: Discovery Music Network (Miami)
Engenheiro de masterização: Charlie Dye
Fotos: Luis Garrido
Coordenação gráfica: Carlos Nunes

## Certificações
| Brasil (ABPD)                             | Diamante | 1995 | 1.000.000* |
| *número de vendas baseado na certificação |          |      |            |